# Густи, Димитрие

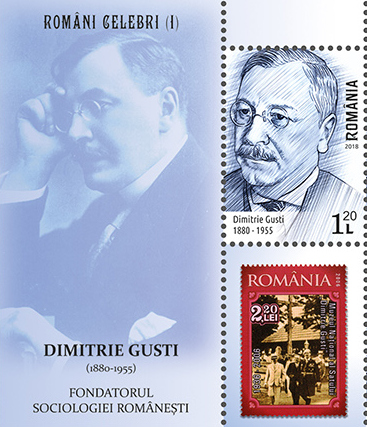
Д. Густи на почтовых марка Румынии, 2018

Димитрие Густи (рум. Dimitrie Gusti; 13 февраля 1880, Яссы — 30 октября 1955, Бухарест) — румынский социолог, историк, философ-волюнтарист, социальный реформатор, культурный деятель, политик,
педагог, доктор философии, профессор Ясского и Бухарестского университетов, государственный деятель, министр образования Румынии в 1932—1933 годах.
Действительный член Румынской Академии (1919), президент Академии (1944—1946).
Внёс большой вклад в создание новой румынской школы социологии. Основатель Бухарестской монографической школы, в основе которой лежал монографический метод.

## Биография
Изучал филологию в университете Ясс, затем в Берлинском и Лейпцигском университетах, где получил степень доктора философии (1904). С 1905 года изучал социологию, право и политическую экономию в Берлине. С 1910 года работал на кафедре древней истории, этики и социологии Университета Ясс. С 1920 года — профессор кафедры социологии, этики, политики и эстетики факультета литературы и философии Бухарестского университета.
Последователь идей Ф. Ле Пле, Э. Дюркгейма и В. Вундта. Его лекции и труды привлекали студентов самых разнообразных убеждений — от ультраправого Мирчи Вулканеску до левой Лены Константе, австромарксиста Генри Шталя и коммуниста Мирона Константинеску.
Руководил составлением монографий о 60 селах Румынии. Социологическое исследование молдавского села Копапка, проведенное под его руководством в 1940 году, является классическим.
Главная ориентация — комплексное изучение социологической действительности с её конкретным анализом и использованием оригинальных способов и методов исследования. Акцент делался на психических и волевых факторах в развитии общества.
Видный член Крестьянской партии Румынии, затем Национал-царанистской партии. Затем сотрудничал с Фронтом национального возрождения, режимом Йона Антонеску и коммунистическими властями.
Похоронен на кладбище «Eternitatea» в Яссах.

## Избранные труды
- Egoismus und Altruismus, 1904
- Die soziologischen Betrehungen in der neuen Ethik, 1908
- Cosmologia elenă, 1929
- Sociologia militans, (vol. 1, 1935; vols. 2-3, 1946)
- Enciclopedia României, vols. I—IV, Bucharest, 1938, 1943
- Cunoaştere şi acţiune în serviciul naţiunii, (2 vols., 1939)
- Problema sociologiei, 1940
- La science de la réalité sociale, 1941

## Память
- Имя учёного в 1936 году присвоено Национальному музею деревни «Димитрие Густи»[2].